# Tom Mikkers
Tom Mikkers (Boekel, 9 juni 1969) is een Nederlands theoloog.

## Levensloop
Aanvankelijk studeerde Mikkers rechten aan de Universiteit van Leiden. Na anderhalf jaar stapte hij over naar de faculteit godgeleerdheid waar hij zowel het doctoraal examen levensbeschouwing als godgeleerdheid behaalde. Tijdens de studie theologie startte hij samen met een medestudent een bureau voor niet-kerkelijke trouwplechtigheden en was hiermee een van de eerste aanbieders hiervan in Nederland. Ook verliet hij de Rooms-Katholieke Kerk en werd lid van de Remonstrantse Broederschap om voor deze kerk predikant te worden. Hij werkte als remonstrants predikant in Eindhoven (1997-2000), Amsterdam (2000-2004) en Delft (2006-2011). Mikkers was acht en een half jaar (2008-2016) algemeen secretaris van de Remonstrantse Broederschap. In 2011 ontving hij de Spaanprijs, een tweejaarlijkse mediaprijs voor christelijke communicatie in brede zin, vanwege vernieuwende kerkelijke projecten. Projecten zijn onder meer de glossy Arminius (2010) die uitkwam ter gelegenheid van de 400ste sterfdag van Jacobus Arminius en 400 jaar Remonstrantie, de liedbundel en de cd "LICHT" met Coot van Doesburgh en een cd van Karin Bloemen (2010) en de Nacht van de Theologie. In 2012 bedacht Tom Mikkers het woord religiestress. Het neologisme religiestress deed mee in de race voor woord van het jaar 2012. Het werd ook opgenomen in het Van Dale Groot woordenboek van de Nederlandse taal. Dankzij een marketingcampagne die onder zijn leiding in 2014 werd ingezet stagneerde de jarenlange krimp van de remonstranten.
In 2015 en 2016 was Mikkers lid van het levensbeschouwelijk panel in het tv-programma De Nieuwe Wereld (EO-IKON). Ook maakte hij in 2016 deel uit van  het panel in het tv-programma De Tafel van Tijs. (EO) In september 2016 begon Mikkers als programmamaker bij de EO. Zijn komst leidde tot ophef en er was onrust bij de behoudende achterban van de Evangelische Omroep. Men vreesde dat de EO door het aantreden van de voormalig voorman van de vrijzinnige remonstranten en getrouwd homoseksueel van koers wijzigde, en vrijzinnig zou worden. Behoudende EO-prominenten protesteerden publiekelijk maar de directie van de omroep bleef achter Mikkers staan. Mikkers werkte bij de EO tot de zomer van 2019. Toen maakte hij weer de overstap naar het predikantschap en trad aan als voorganger van de Vrijzinnige Geloofsgemeenschap NPB in Wassenaar. Sedert zijn vertrek bij de EO maakt Mikkers deel uit van het nieuwsforum in de vrijdagse aflevering van het NPO Radio 1 programma Langs de Lijn en Omstreken. Eind 2020 was Mikkers de bedenker van de Nationale Nieuwjaarszegen, die door de EO werd uitgezonden op tv. Dit leidde ertoe dat hij - aanvankelijk  naast zijn werk als predikant in Wassenaar - weer aan de slag ging bij de EO als conceptontwikkelaar en bedenker van nieuwe programma's.

## Publicaties
- Coming Out Churches (samen met Wielie Elhorst) - Uitgeverij Meinema, 2011.
- Religiestress - Uitgeverij Meinema, 2012.
- Het voelt echt goed - spiritualiteit van de verdraagzaamheid - Uitgeverij Meinema, 2014.
- Allemaal mannen - 21 Bijbelse portretten (samen met - Nico ter Linden, Teunard van der Linden en Erik van Halsema) - Uitgeverij Jongbloed, 2014.
- Hallelujah Eurovision - de magie van het songfestival (Samen met Hijlco Span) - Uitgeverij Edicola, 2020.